# Neuf de pique
Pour les articles homonymes, voir Neuf de pique (homonymie).
Le neuf de pique (9♠) est une des cartes des cartes traditionnelles occidentales. Le 9 de pique est notamment disponible dans les jeux de 32 cartes, de 52 cartes et de tarot.

## Valeur
N'étant pas une figure, le 9 de pique a généralement une valeur nulle dans les jeux de cartes. Ce n'est toutefois pas toujours le cas : ainsi, à la belote, il vaut 14 points à l'atout (seul le valet vaut plus).